# トウキョウ・リビング・デッド・アイドル
『トウキョウ・リビング・デッド・アイドル』は、2018年公開の日本映画で、"ガールズアクション・ゾンビ映画"。

## 概要
監督・脚本は熊谷祐紀で、自身にとって初めて"ゾンビ"を扱う作品である。この作品について「ちょっと笑えて泣けるゾンビ映画」と述べている。キャッチコピーは「ゾンビになるまで72時間。アイドルの聖地に立つために私は戦う。」。
主演はSUPER☆GiRLSの浅川梨奈で、長編映画の主演は2作目となる。役どころも自身と同じく"アイドル"であるが、これについて「神谷ミクと浅川梨奈が被らないように意識しました。普段の私を知ってる人は、あんなにアイドルしてるところを初めて見たんじゃないかな」と語っている。
2018年3月17日、『ゆうばり国際ファンタスティック映画祭2018』で「ゆうばりチョイス部門フィーチャーフィルム」として一般公開に先立ってワールドプレミア上映された。

## ストーリー
舞台はゾンビが棲みつく世界。ゾンビに噛まれると72時間で自らもゾンビと化してしまうこの世界で、アイドルユニット「TOKYO27区」のメンバーである神谷ミクはゾンビに噛まれてしまう。ミクは生き残るために私立探偵の犬田満男に助けを求め、血清を探し出そうとする。

## キャスト
- 神谷ミク（「TOKYO27区」のメンバー）：浅川梨奈（SUPER☆GiRLS）
- 三浦モエ（「TOKYO27区」のメンバー）：阿部夢梨（SUPER☆GiRLS）
- 福井ユリ（「TOKYO27区」のメンバー）：尾澤ルナ
- 吉岡：中山優貴（SOLIDEMO）
- 長岡：山口智也（SOLIDEMO）
- 情報屋K：井澤勇貴
- アリシア：古泉千里
- 如月：星守紗凪
- 犬田満男（私立探偵）：尚玄

## スタッフ
- 監督・脚本： 熊谷祐紀
- 音楽：袴田晃子
- 撮影監督：野澤啓
- アクション監督：根本大樹（ATT）
- 撮影：水落俊浩、角直和、小林謙一、安川暁
- 録音：中田啓祐
- 編集：鈴木翔
- 助監督：松岡孝典
- 制作担当：高橋誠喜
- ヲタ芸振付指導：常光博武、ヤマダン
- VFXスーパーバイザー：須賀努
- フォトグラメトリースーパーバイザー：久保江陽介
- 製作者：梅村昭夫、三宅容介、鈴木仁行、中野久、野澤啓
- プロデューサー：麻生英輔、林あゆみ、小林智浩
- 制作協力：ネクスト
- 制作プロダクション：レスパスフィルム
- 宣伝：フリーマンオフォス
- 配給：トリプルアップ
- 製作委員会メンバー： TBSサービス、ポニーキャニオン、レスパスフィルム、トリプルアップ、極楽映像社

## ソフト化
- トウキョウ・リビング・デッド・アイドル 豪華版[DVD]（2018年11月2日、ポニーキャニオン、PCBE-55966）
- トウキョウ・リビング・デッド・アイドル 通常版[DVD]（2018年11月2日、ポニーキャニオン、PCBE-55967）